# Edna Campbell
Edna Campbell (Filadelfia, 26 de noviembre de 1968) es una exbaloncestista estadounidense de la Women's National Basketball Association (WNBA) y una activista contra el cáncer de mama tras ser diagnosticada en 2002 con la enfermedad.
Fue reclutada por los Phoenix Mercury en el Draft de la WNBA de 1999 donde militó solo por ese año; luego vendrían Seattle Storm (2000), Sacramento Monarchs (2001-2004) y San Antonio Silver Stars (2005) hasta su retiro a comienzos de 2006. En 2003 fue galardonada con el Premio Kim Perrot a la Jugadora Más Deportiva.
Representó a su país en la competencia por equipos del Campeonato Mundial de Baloncesto Femenino de 1998 realizado en Berlín, donde se alzó con la medalla de oro.

## Estadísticas

### Totales
| Año                                                                                              | Equipo | J   | JI  | MJ   | TC  | ITC  | TC%  | 3P  | 3PA | 3P%  | 2P  | 2PA | 2P%  | TL  | ITL | TL%   | RBO | RBD | RBT | AST | STL | BLK | TOV | PF  | PTS  |
| ------------------------------------------------------------------------------------------------ | ------ | --- | --- | ---- | --- | ---- | ---- | --- | --- | ---- | --- | --- | ---- | --- | --- | ----- | --- | --- | --- | --- | --- | --- | --- | --- | ---- |
| 1999                                                                                             | PHO    | 28  | 24  | 750  | 95  | 261  | .364 | 38  | 101 | .376 | 57  | 160 | .356 | 40  | 56  | .714  | 11  | 42  | 53  | 37  | 25  | 10  | 48  | 53  | 268  |
| 2000                                                                                             | SEA    | 16  | 16  | 510  | 84  | 215  | .391 | 13  | 49  | .265 | 71  | 166 | .428 | 41  | 58  | .707  | 8   | 26  | 34  | 37  | 19  | 4   | 40  | 35  | 222  |
| 2001                                                                                             | SAC    | 32  | 32  | 854  | 92  | 244  | .377 | 43  | 94  | .457 | 49  | 150 | .327 | 33  | 43  | .767  | 11  | 74  | 85  | 74  | 19  | 9   | 64  | 45  | 260  |
| 2002                                                                                             | SAC    | 1   | 0   | 12   | 2   | 5    | .400 | 0   | 2   | .000 | 2   | 3   | .667 | 0   | 0   |       | 0   | 1   | 1   | 0   | 1   | 0   | 0   | 0   | 4    |
| 2003                                                                                             | SAC    | 34  | 34  | 724  | 98  | 244  | .402 | 46  | 111 | .414 | 52  | 133 | .391 | 25  | 33  | .758  | 17  | 53  | 70  | 43  | 21  | 5   | 43  | 42  | 267  |
| 2004                                                                                             | SAC    | 22  | 22  | 332  | 29  | 76   | .382 | 16  | 39  | .410 | 13  | 37  | .351 | 0   | 2   | .000  | 3   | 16  | 19  | 16  | 5   | 2   | 15  | 24  | 74   |
| 2005                                                                                             | SAS    | 28  | 2   | 248  | 21  | 67   | .313 | 5   | 19  | .263 | 16  | 48  | .333 | 1   | 1   | 1.000 | 2   | 12  | 14  | 14  | 7   | 0   | 15  | 20  | 48   |
| Carrera                                                                                          |        | 161 | 130 | 3430 | 421 | 1112 | .379 | 161 | 415 | .388 | 260 | 697 | .373 | 140 | 193 | .725  | 52  | 224 | 276 | 221 | 97  | 30  | 225 | 219 | 1143 |
| Notas: J=Juegos; JI=Juegos iniciales; MJ=Minutos jugados; ITC=Intentos de TC; ITL=Intentos de TL |        |     |     |      |     |      |      |     |     |      |     |     |      |     |     |       |     |     |     |     |     |     |     |     |      |

### Por juego
| Año                                                                                              | Equipo | J   | JI  | MJ   | TC  | ITC  | TC%  | 3P  | 3PA | 3P%  | 2P  | 2PA  | 2P%  | TL  | ITL | TL%   | RBO | RBD | RBT | AST | STL | BLK | TOV | PF  | PTS  |
| ------------------------------------------------------------------------------------------------ | ------ | --- | --- | ---- | --- | ---- | ---- | --- | --- | ---- | --- | ---- | ---- | --- | --- | ----- | --- | --- | --- | --- | --- | --- | --- | --- | ---- |
| 1999                                                                                             | PHO    | 28  | 24  | 26.8 | 3.4 | 9.3  | .364 | 1.4 | 3.6 | .376 | 2.0 | 5.7  | .356 | 1.4 | 2.0 | .714  | 0.4 | 1.5 | 1.9 | 1.3 | 0.9 | 0.4 | 1.7 | 1.9 | 9.6  |
| 2000                                                                                             | SEA    | 16  | 16  | 31.9 | 5.3 | 13.4 | .391 | 0.8 | 3.1 | .265 | 4.4 | 10.4 | .428 | 2.6 | 3.6 | .707  | 0.5 | 1.6 | 2.1 | 2.3 | 1.2 | 0.3 | 2.5 | 2.2 | 13.9 |
| 2001                                                                                             | SAC    | 32  | 32  | 26.7 | 2.9 | 7.6  | .377 | 1.3 | 2.9 | .457 | 1.5 | 4.7  | .327 | 1.0 | 1.3 | .767  | 0.3 | 2.3 | 2.7 | 2.3 | 0.6 | 0.3 | 2.0 | 1.4 | 8.1  |
| 2002                                                                                             | SAC    | 1   | 0   | 12.0 | 2.0 | 5.0  | .400 | 0.0 | 2.0 | .000 | 2.0 | 3.0  | .667 | 0.0 | 0.0 |       | 0.0 | 1.0 | 1.0 | 0.0 | 1.0 | 0.0 | 0.0 | 0.0 | 4.0  |
| 2003                                                                                             | SAC    | 34  | 34  | 21.3 | 2.9 | 7.2  | .402 | 1.4 | 3.3 | .414 | 1.5 | 3.9  | .391 | 0.7 | 1.0 | .758  | 0.5 | 1.6 | 2.1 | 1.3 | 0.6 | 0.1 | 1.3 | 1.2 | 7.9  |
| 2004                                                                                             | SAC    | 22  | 22  | 15.1 | 1.3 | 3.5  | .382 | 0.7 | 1.8 | .410 | 0.6 | 1.7  | .351 | 0.0 | 0.1 | .000  | 0.1 | 0.7 | 0.9 | 0.7 | 0.2 | 0.1 | 0.7 | 1.1 | 3.4  |
| 2005                                                                                             | SAS    | 28  | 2   | 8.9  | 0.8 | 2.4  | .313 | 0.2 | 0.7 | .263 | 0.6 | 1.7  | .333 | 0.0 | 0.0 | 1.000 | 0.1 | 0.4 | 0.5 | 0.5 | 0.3 | 0.0 | 0.5 | 0.7 | 1.7  |
| Carrera                                                                                          |        | 161 | 130 | 21.3 | 2.6 | 6.9  | .379 | 1.0 | 2.6 | .388 | 1.6 | 4.3  | .373 | 0.9 | 1.2 | .725  | 0.3 | 1.4 | 1.7 | 1.4 | 0.6 | 0.2 | 1.4 | 1.4 | 7.1  |
| Notas: J=Juegos; JI=Juegos iniciales; MJ=Minutos jugados; ITC=Intentos de TC; ITL=Intentos de TL |        |     |     |      |     |      |      |     |     |      |     |      |      |     |     |       |     |     |     |     |     |     |     |     |      |